# David Anderson (baron Anderson d'Ipswich)
Pour les articles homonymes, voir David Anderson.
David William Kinloch Anderson, baron Anderson d'Ipswich, (né le 5 juillet 1961) est un avocat britannique et pair à vie, qui est l'examinateur indépendant de la législation sur le terrorisme au Royaume-Uni entre 2011 et 2017. Le 8 juin 2018, il est créé pair à vie Le même jour, il est nommé chevalier commandeur de l'ordre de l'Empire britannique (KBE), pour services rendus à la sécurité nationale et aux libertés civiles, dans le cadre des honneurs d'anniversaire de la reine 2018,.
Il est le fils de'Eric Anderson, ancien directeur du collège d'Eton.

## Carrière

### Pratique légale
Anderson entre au barreau anglais après des séjours à Washington (1985-86) chez Covington et Burling et à Bruxelles (1987-88) dans le cabinet de Francis Cockfield, le commissaire européen chargé de l'achèvement du marché intérieur.
En tant que praticien depuis 1988 chez Brick Court Chambers à Londres et Conseil de la Reine depuis 1999, Anderson est surtout connu pour ses 150 affaires devant la Cour de justice de l'Union européenne, notamment ses comparutions pour les requérants dans les affaires constitutionnelles historiques Factortame (suprématie de droit de l'UE : 1988-2000) et Kadi (sanctions terroristes ONU/UE : 2005-2010). Il pratique également dans l'ensemble des tribunaux anglais.
Anderson est Bencher de Middle Temple, siège en tant que Recorder de la Crown Court de 2004 à 2013 et est depuis 2014 juge des Cours d'appel de Guernesey et de Jersey, où il est également commissaire aux pouvoirs d'enquête entre 2017 et 2020. Parmi d'autres distinctions professionnelles, Anderson est nommé comme la « personnalité juridique de l'année » au Royaume-Uni en 2015 et comme l'une des 1000 personnes les plus influentes de Londres en 2017.

### Sécurité nationale
Anderson succède à Alex Carlile comme examinateur indépendant britannique de la législation sur le terrorisme en février 2011. Il quitte le poste après deux mandats de trois ans et est remplacé par Max Hill le 1er mars 2017,,,.

#### Loi antiterroriste
Le gouvernement et l'opposition attribuent à Anderson une influence sur la loi de 2013 sur la justice et la sécurité, qui régit l'utilisation de procédures matérielles fermées dans les tribunaux britanniques. Ses rapports et témoignages au Parlement ont également influencé la loi régissant les mesures de prévention du terrorisme et d'enquête (TPIM, les successeurs des ordonnances de contrôle), qui sont reformulées conformément à ses recommandations en 2015 .
La Cour suprême du Royaume-Uni fait référence aux travaux d'Anderson avec approbation dans R v Gul (2013) et Beghal v DPP (2015), comme la Cour européenne des droits de l'homme dans Beghal v UK (2019) . Il écrit en 2014 et 2017 sur les canaux par lesquels l'examinateur indépendant peut espérer influencer la loi et la politique de lutte contre le terrorisme . Des réflexions plus larges sur le terrorisme et le droit sont publiées en 2013  et 2018, et sur le signalement du terrorisme en 2019 .

#### Surveillance
A Question of Trust, le rapport d'Anderson de juin 2015 sur son enquête sur les pouvoirs d'enquête, décrit l'obscurité de la loi d'alors comme « antidémocratique, inutile et - à long terme - intolérable ». Ses 125 recommandations visent à le remplacer par « un schéma clair, cohérent et accessible, adapté au monde des communications et du cryptage sur Internet. » Le rapport est décrit dans un article d'opinion par un rédacteur en chef du Guardian comme « le tournant que les décideurs ont recherché et manqué depuis le 11 septembre », et est un modèle pour l'Investigatory Powers Act 2016. À la suite de la publication du rapport, Anderson est présélectionné en 2015 par l'ISPA pour son prix « Internet Hero of the Year ».
En août 2016, suit le rapport d'Anderson Bulk Powers Review avec 60 études de cas, qui examine le cas opérationnel de la conservation en masse des données par le MI5, le MI6 et le GCHQ et constitue une ressource factuelle importante pour les débats sur la « surveillance de masse ». La Cour européenne des droits de l'homme s'est appuyée sur ces deux rapports dans son "texte intégral": [ "Big Brother Watch" ] ,"documentcollectionid2": [ "GRANCHAMBER","CHAMBER" ] ,"itemid": [ "001-186048 " ] } Arrêt Big Brother Watch de septembre 2018. Le témoignage d'expert d'Anderson devant la Haute Cour irlandaise sur l'utilisation par la police des données de communication est invoqué par la Cour suprême dans son arrêt Dwyer de février 2020 .

#### Contre-extrémisme
Anderson critique la définition large du terrorisme au Royaume-Uni et met en garde en septembre 2015 contre les dangers potentiels du projet de loi contre l'extrémisme proposé par le gouvernement, qui est ensuite abandonné . Il publie une conférence sur « L'extrémisme et le droit » en 2019 . Il écrit également sur la stratégie Prevent et sur les droits de l'homme comme aide à la lutte contre le terrorisme et l'extrémisme ,. Il est membre du Groupe d'experts conseillant la Commission contre l'extrémisme de juillet 2018 à juillet 2019.

#### Gestion du renseignement
Le 28 juin 2017, après avoir quitté son poste d'examinateur indépendant de la législation sur le terrorisme, Anderson est chargé par la ministre de l'Intérieur Amber Rudd de superviser le travail d'examen détaillé commandé par le MI5 et la police antiterroriste dans leur traitement du renseignement avant les quatre attentats terroristes à Londres et Manchester entre mars et juin 2017 . Son rapport, qui garantit la qualité des conclusions et des améliorations opérationnelles auxquelles le MI5 et la police sont parvenus avec sa contribution, est publié en décembre 2017  avec un rapport de suivi en juin 2019 .

### Chambre des lords
Après avoir postulé pour être « pair du peuple », Anderson est nommé pour une pairie à vie par la Commission indépendante des nominations de la Chambre des Lords en juin 2018 . Il est créé baron Anderson d'Ipswich, d'Ipswich dans le comté de Suffolk, le 10 juillet et siège en tant que crossbencher. Il prononce son premier discours le 19 juillet 2018 lors d'un débat sur l'impact des référendums sur la démocratie parlementaire . Depuis lors, il est actif sur un large éventail de projets de loi et d'autres questions, allant de la sécurité nationale  et de la sécurité Internet  aux questions constitutionnelles et européennes. Il propose l'amendement en juillet 2019 qui limite la possibilité pour le gouvernement de proroger le Parlement , et s'élève contre les dangers du populisme  et d'un Brexit sans accord . Il est membre du sous-comité de la justice de l'UE de la Chambre des lords  et, depuis 2020, il siège au sous-comité de la sécurité et de la justice de l'UE .

### Activités professionnelles et caritatives
Depuis 2000, Anderson est à plusieurs reprises administrateur ou membre du conseil consultatif / éditorial d'institutions juridiques et éducatives, notamment le Centre de droit européen de la Dickson Poon School of Law, la British Association for Central and Eastern Europe, la UCL School. of Slavonic and East European Studies, la Fondation Slynn, le British Institute of International and Comparative Law, la European Human Rights Law Review et l' UCL European Institute, dont il préside actuellement le conseil consultatif. Il est l'auteur de References to the European Court (Sweet & Maxwell 1995, 2002) et de nombreux articles dans des revues spécialisées. Anderson est depuis 1999 professeur invité au King's College de Londres et ancien rédacteur en chef de la bibliothèque de droit de l'Union européenne d'Oxford de l'OUP . Entre 2000 et 2004, il est nommé par le secrétaire général du Conseil de l'Europe pour surveiller et faire rapport sur la liberté des médias en Géorgie, en Russie, en Turquie et en Ukraine .
Depuis juillet 2019, il préside Inter Mediate, une organisation caritative engagée dans la médiation et la négociation dont le PDG est Jonathan Powell, et qui se concentre sur certains des conflits les plus difficiles, dangereux et complexes au monde.

### Trophée Auld Alliance
Originaire d'Edimbourg, Anderson est co-promoteur (avec Patrick Caublot d'Amiens Rugby Club) du Trophée Auld Alliance ,,,. Attribué pour la première fois (à l'Écosse) en février 2018 et présenté chaque année au tournoi de rugby des Six Nations entre l'Écosse et la France, le trophée en argent massif commémore les joueurs de rugby des deux nations qui ont perdu la vie pendant la Première Guerre mondiale. Il porte les noms de l'arrière-grand-oncle d'Anderson Eric Milroy (capitaine écossais en 1914, tué à la bataille du bois Delville en juillet 1916) et de son homologue français, l'aviateur Marcel Burgun .